# Absorbente acústico
El absorbente acústico (o material fonoabsorbente) es un tipo de materiales utilizados en el acondicionamiento acústico de los recintos, por su capacidad de absorber la mayor parte de la onda sonora que reciben. Por tanto, al reflejar un porcentaje muy pequeño del sonido incidente, se evitan rebotes indeseados, que pueden perjudicar la acústica del local, al introducir distorsiones.
En el campo profesional, la capacidad de absorción de estos materiales habrá sido calculada en laboratorios y en las especificaciones técnicas de cada material, vendrá dado su coeficiente de absorción y la frecuencia crítica para cada espesor determinado. 

## Tipos de materiales en cuanto a su absorción
1. Materiales resonantes, que presentan la máxima absorción a una frecuencia determinada: la propia frecuencia del material. El mecanismo de absorción de estos materiales es transformar la energía sonora en energía mecánica. Se utilizan paneles perforados o ranurados y están montados en una pared.
2. Materiales porosos, que absorben más sonido a medida que aumenta la frecuencia. Es decir, absorben con mayor eficacia las altas frecuencias (los agudos). Cuanto más poroso es el material, mayor es la absorción. Hay dos tipos de materiales comúnmente utilizados los esponjosos como la espuma de poliuretano y los fibrosos como la lana de vidrio.[1] Cuanto más denso es este material, igualmente es mayor la absorción, hasta cierto límite donde pasaría a comportarse como reflexivo, las densidades medias de estos materiales oscilan en torno a 80 kg/m³. Otro factor a considerar es el espesor empleado, que cuanto mayor es, resulta efectiva la absorción a menor frecuencia (teóricamente un absorbente poroso empieza a ser efectivo a la frecuencia que 1/4 de su longitud de onda coincida con el espesor del mismo). Incluso su colocación, al separarlo de la superficie rígida (pared) donde se sitúe, mejora su absorción a más baja frecuencia. Los materiales porosos más comunes son las lanas minerales (de roca y de vidrio).El mecanismo de absorción de estos materiales es transformar la energía sonora en energía calorífica.
3. Absorbentes en forma de panel o membrana: absorben con mayor eficacia las bajas frecuencias (los graves), que las altas. El mecanismo de absorción de estos materiales es transformar la energía sonora en energía de deformación.
4. Absorbente Helmholtz: es un tipo de absorbente creado artificialmente que elimina (absorbe) específicamente un determinado margen de frecuencias.